# Golf von Policastro
Der Golf von Policastro ist eine Bucht im Tyrrhenischen Meer, im Süden Italiens bzw. der Apenninhalbinsel. Der Name der Bucht leitet sich von dem Ortsteil Policastro Bussentino von Santa Marina ab.
Der Golf dehnt sich über die Provinzen Salerno, Potenza und Cosenza aus, die Bestandteile der Regionen Kampanien, Basilicata und  Kalabrien sind.
Die größten Orte sind Sapri (SA) in Kampanien, Maratea (PZ) in Basilicata sowie  Praia a Mare und Scalea (CS) in Kalabrien. 
Ein Teil der Bucht gehört zum Nationalpark Cilento und Vallo di Diano.